# ورم التهابي كاذب
الورم الالتهاب الكاذب (بالإنجليزية: Inflammatory pseudotumor)‏ وفقًا لتصنيف منظمة الصحة العالمية، فإنهُ يُمكن ملاحظة ثلاثة أنماط من هذه الآفة:
- ورم أرومي ليفي عضلي التهابي، والذي قد يرتبط بإعادة ترتيب جين ALK.
- نمط البلازماوية (ورم حبيبي بلازمي الخلايا)، والذي يمكن ربطه الأمراض المتعلقة بIgG4
- نمط ليفي وهياليني: ورم حبيبي رئوي هياليني